# ベッキー・スコット
レベッカ”ベッキー”・スコット（Rebecca "Beckie" Scott、1974年8月1日 - ）は、カナダ、アルバータ州Vegreville出身の元クロスカントリースキー選手。1990年代後半から2000年代半ばに国際大会で活躍、2006年からはIOC（国際オリンピック委員会）の選手委員を務めている。

## プロフィール
5歳でクロスカントリースキーを始め7歳の時に初めて大会に出場した。
1994年のノルディックスキージュニア世界選手権で国際大会にデビューするも5km34位、15km50位に終わった。同年3月にクロスカントリースキー・ワールドカップデビューを果たしたが5km33位、10km36位だった。
地元カナダのサンダーベイで開催された1995年ノルディックスキー世界選手権では15km40位、5km42位、パシュート43位となった。
1998年長野オリンピック代表に選ばれたが15km60位、5km47位、15kmパシュート45位、30km51位と低迷した。
2001年にはカナダナショナルチームの活動資金を稼ぐためにチームメートのサラ・レナー、Milaine Thériault、JaimeとAmandaのFortier姉妹とともにヌードカレンダーを発売したこともある。
2002年ソルトレイクシティオリンピックでは10km4位、スプリント5位、パシュートでは金メダルを獲得した。リレーでは8位に終わった。パシュートのレースでは3番目にゴールしたが、ゴール1番目のオリガ・ダニロワ、2番目のラリサ・ラズチナ（ともにロシア）がドーピング検査で禁止薬物が検出されたためメダル剥奪となり、スコットが繰り上げ金メダルとなった。
自身3度目のオリンピックとなるトリノオリンピックではチームスプリント銀メダル、個人スプリント4位、パシュート6位、リレー10位の成績を残し、またこのシーズン初めてワールドカップで勝利をあげて総合2位となった。
2006年3月19日に札幌で行われたパシュートで通算4勝目をあげたのを最後に現役を引退した。
数々の実績を讃えてアルバータ州スポーツ殿堂入りしたほか、国際連合児童基金（ユニセフ）や国際人道機関Right To Playで活動し、2005年3月29日には世界アンチ・ドーピング機関(WADA)の選手委員、2006年2月23日には国際オリンピック委員会(IOC)の選手委員に就任した。更に2006年5月17日には2010年冬季オリンピックおよびパラリンピック組織委員会(VANOC)の委員にも任命された。
2007年9月16日には長男を、2010年3月31日には長女を出産した。